# Mario Bonazzi
Mario Bonazzi (Bologna, 17 agosto 1911 – Bologna, 24 agosto 1994) è stato un pittore italiano, allievo di Giorgio Morandi.

## Biografia[1]
Nato a Bologna nell'agosto del 1911, si avvicinò fin da ragazzo alla pittura sotto la guida di Ferruccio Giacomelli; frequentò l'Accademia Regazzi passando, successivamente, al Liceo artistico statale e iscrivendosi, infine, all'Accademia di belle arti di Bologna. Ottenuto il diploma nel 1933, aprì uno studio in via Belle Arti insieme allo scultore Rito Valla, nel quale iniziarono assieme la loro carriera artistica. Antifascista, si sposò nel 1939 con Marcellina Grossi, figlia di un sindaco socialista di Ozzano dell'Emilia; venne richiamato sotto le armi nel 1940. Destinato nelle file del Genio militare durante la campagna italiana di Russia riuscì a rimanere in Italia grazie alle sue capacità di disegnatore per le quali venne assegnato alla progettazione di serbatoi di carburante nella montagna del bolognese.
Ripresa l'attività artistica nel 1946 entrò a far parte del Sindacato Nazionale Artisti Pittori e Scultori, sezione di Bologna, di cui divenne anche tesoriere; al contempo iniziò un'ininterrotta carriera proseguita fino alla morte avvenuta nel 1994.

## Carriera artistica

### Esposizioni personali e collettive
Vissuti gli anni della formazione artistica sotto la guida di maestri dell'Accademia quali Giorgio Morandi, Giovanni Romagnoli e Augusto Majani in un ambiente fervido e vivace, crebbe insieme ad altri giovani artisti come Norma Mascellani, Pompilio Mandelli e Ilario Rossi, diplomandosi con una tesi su Piero della Francesca, che per lui rimase sempre un ideale pittorico. Nel 1934 conseguì l'importante Premio Moj riservato ai giovani artisti esordienti e, due anni dopo, partecipò alla sua prima mostra, una collettiva organizzata dal G.U.F. di Bologna. Durante il 1941 fece parte dei pittori emiliani presenti alla rassegna artistica nazionale della III Mostra del Sindacato Nazionale Fascista di Belle Arti che si svolse al Palazzo dell'Arte di Milano.
Terminato il secondo conflitto mondiale riprese l'attività espositiva nel 1946 con una mostra organizzata insieme a Giuseppe Gagliardi e Mar-Silla, nella sede di Palazzo Re Enzo a Bologna. Il 1951 fu l'anno della sua prima personale alla Galleria del Voltone di Bologna commentata da Ferruccio Giacomelli che ne notò «quella sommessa pacatezza del tono, quella parsimonia del colore, quella limitazione di mezzi e quella trepida misura del timbro poetico». Nello stesso anno prese parte all'Esposizione Interregionale d'Arte a Marina di Massa e, tre anni dopo, ottenne il primo posto al concorso bandito dal Provveditorato alle Opere Pubbliche di Bologna che acquistò l'opera vincitrice per il Palazzo degli Uffici Statali di Piazza VIII Agosto. Nel frattempo proseguiva nella sua attività espositiva presso il Circolo Artistico di Bologna e altre gallerie cittadine. Negli anni Sessanta, inoltre, fu presente a livello nazionale con una serie di mostre in diverse città italiane, come Teramo, Cagliari e Perugia.
La decade successiva si aprì con il serio interessamento di Francesco Arcangeli per la sua opera, sfociato nel 1972 nella organizzazione e curatela di un'importante mostra personale presso la Galleria San Vitale di Bologna. In quell'occasione il critico d'arte scrisse «La pittura di Mario Bonazzi mi ha portato, con la sua profonda schiettezza, alla nostalgia di anni che non sono più, e che, tuttavia, le persone che, come lui, hanno condotto la vita secondo un metro di riserbo e di onestà, possono ancora salvare, in sé stesse e nell'opera: contro il frastuono del mondo di oggi». Negli anni successivi espose, fra gli altri luoghi, alla Galleria Mariani di Ravenna e allo Studio d'Arte Farini. Continuò poi a dipingere e a esporre fino alla significativa retrospettiva del 1992 alla Galleria Giordani a Bologna, galleria che ne organizzò, anche, la prima postuma nel 2006.
Nel mese di ottobre del 2018 la Fondazione Cassa di Risparmio di Bologna dedica al pittore bolognese la personale "Un occhio felice e solitario. La donazione Mario Bonazzi". La mostra, oltre alle opere già in suo possesso, ha presentato 10 quadri inediti donati dalla famiglia Bonazzi, insieme ad altre 46 opere provenienti da collezioni private. Il titolo della mostra ha ripreso l'espressione data da Francesco Arcangeli nel 1972, inserita all'interno del testo per la personale del pittore da lui curata presso la Galleria San Vitale di Bologna, che stava a evidenziare un'attitudine al tempo stesso caratteriale e poetica, dove "l'occhio" è anche quello dello stile che è solitario, ma pure "felice", nel senso del mobile, curioso, cromaticamente vivace.

### Opere in Musei e collezioni
Nel 2019 il Comune di Grizzana Morandi ha intrapreso un progetto di mantenimento e valorizzazione dei luoghi cari a Giorgio Morandi costituendo, all'interno degli storici "Fienili del Campiaro", un centro culturale permanente costituito da un centro convegni sede di esposizioni temporanee e un museo dedicato all'opera dei principali allievi del maestro all'Accademia di Belle Arti di Bologna. Il centro polivalente è stato inaugurato, il 23 marzo 2019, con l'esposizione permanente "La lezione di Morandi: per un museo degli allievi nei Fienili del Campiaro". Al suo interno sono presenti due opere di Mario Bonazzi, ovvero, "Paesaggio da una finestra" e "Natura morta con teiera e caffettiera" entrambe databili attorno ai primi anni Ottanta del Novecento.
Opere dell'autore sono oggi conservate in collezioni private in Italia, Svizzera e Stati Uniti.
Due opere di Bonazzi sono conservate presso la Galleria d'Arte Moderna di Bologna, ora confluita nel MAMbo.
Tredici dipinti sono presenti nelle collezioni d'arte della Cassa di Risparmio in Bologna e inserite nel percorso museale diffuso denominato «Genus Bononiae - Musei nella città» nato su iniziativa della Fondazione Cassa di Risparmio di Bologna.
Altre opere di Bonazzi fanno parte delle collezioni della Provincia di Bologna, presso il Palazzo Malvezzi De' Medici, e del Comune di Bologna.

## Stile artistico
La sua lunga carriera artistica, ben sessant'anni di attività, è inserita all'interno della corrente «morandiana» e si caratterizza per una personale concezione della pittura composta e sommessa, tesa alla ricerca di sottili equilibri tra la materia pittorica, l'utilizzo della luce e una sapiente composizione spaziale. Legato ai temi della tradizione figurativa bolognese risalente a Alfredo Protti e Flavio Bertelli, tra i suoi soggetti pittorici spiccano le nature morte - da distinguere in due diverse categorie, quelle caratterizzate da fiori secchi, vasellame, frutta, e la serie delle bottiglie -, i paesaggi urbani, marini e le «nevicate»; meno sviluppati, invece, i temi del ritratto e dell'autoritratto. Le influenze pittoriche, prima di tutto quella del maestro Giorgio Morandi, hanno riguardato, in particolare per il colorismo, gli esempi di Giovanni Romagnoli in Italia e Pierre Bonnard in Francia.
La pittura era da lui intesa come esigenza di vita, pura necessità di espressione che, se da un lato lo lasciava libero da compromessi, dall'altro lo portava a una continua introspezione che lo teneva lontano dalle correnti d'avanguardia in un suo personale mondo di cui Rezio Buscaroli ha scritto come di un procedere che «non può non rivelare il senso della più intima scaturigine poetica di un animo fatto di malinconia e tristezza, ma quanto sollevata da quella moralissima e semplicissima cosa che la fede nella pittura» e Alessandro Cervellati come di un'arte «che non risiede mai in una virtuosità materiale, ma è il risultato di una manifestazione delicata e commossa dello spirito».